# Восстание в Тукумсе

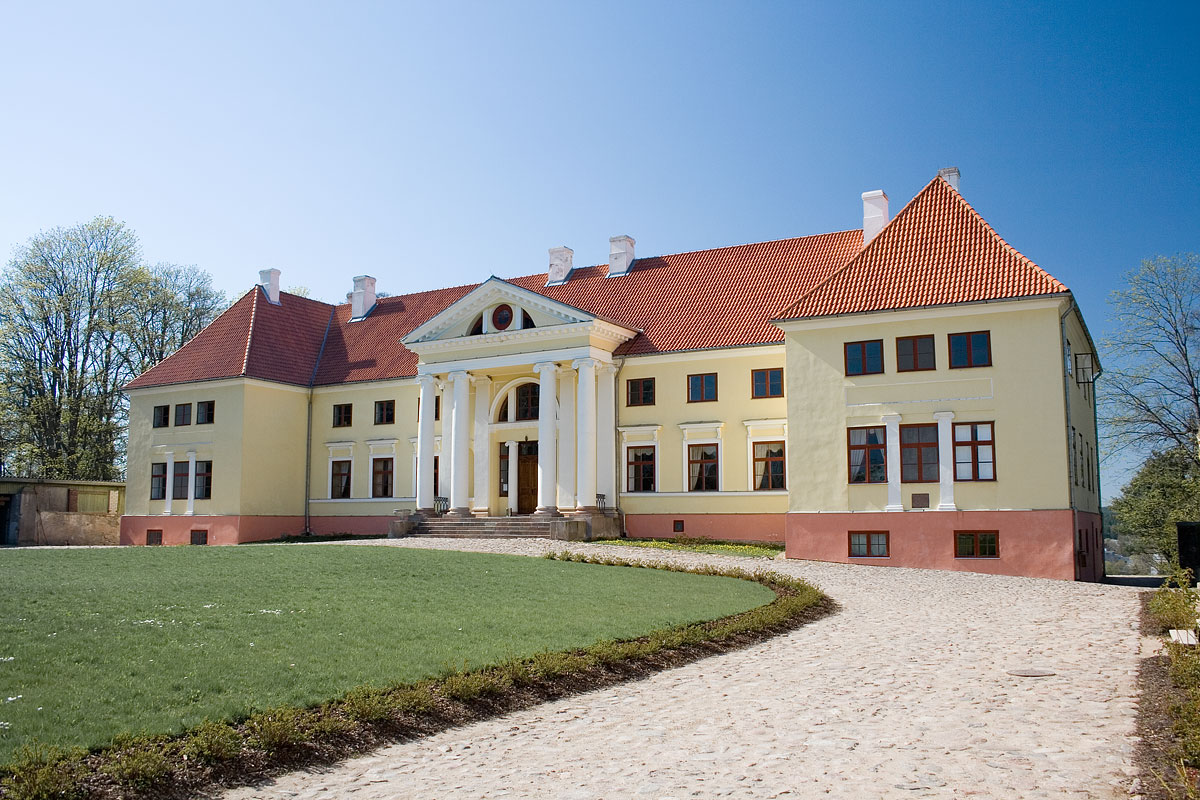
Усадьба Дурбе

Восстание в Тукумсе (латыш. Tukuma sacelšanās) или Тукумская война (латыш. Tukuma karš) — один из эпизодов во время Первой русской революции, произошедший в городе Тукумс Туккумского уезда Курляндской губернии. В результате вооружённого восстания, организованного социал-демократами, была провозглашена Тукумская республика (латыш. Tukuma republika), просуществовавшая три дня — с 13 по 16 декабря 1905 года. 17 декабря город перешёл под контроль правительственных войск, и республика прекратила своё существование. Часть революционеров покинула город, а часть была арестована и предана суду.
Эти события в Латвии называют двойным пробуждением народа, так как это восстание носило одновременно социальный и антиколониальный характер и было направленно как против российского империализма, так и против местной, в основном, остзейской знати.
Суд над участниками восстания проходил с 19 декабря 1906 года по 9 февраля 1907 года, стал крупнейшим судебным процессом над участниками революции 1905 года в Российской империи. Всего были заслушаны показания 116 свидетелей. Эти показания дают представление о реальных событиях в Тукуме в 1905 году и могут быть оценены как исторические источники с высокой степенью достоверности, так как дача ложных показаний в военном суде грозила суровым наказанием. Имеющиеся данные позволяют заключить, что вооруженное восстание в Тукуме было не стихийным, а тщательно подготовленной и спланированной акцией тукумской организации ЛСДРП.

## Предыстория
События Кровавого воскресенья, произошедшие 9 января 1905 года в Санкт-Петербурге вызвали возмущение в российском обществе и послужили толчком к началу революции. В течение последующих месяцев на территории всей Российской империи возникали очаги революционного движения.
Спустя четверо суток рижские рабочие вышли на демонстрацию в знак солидарности со столичными товарищами. Они хотели выразить свой протест губернатору Курляндской губернии Дмитрию Свербееву. По Карловской улице и далее по набережной демонстранты хотели выйти к губернаторскому замку. В конце улицы у Даугавы их встретили огнём солдаты, в результате чего 70 демонстрантов погибло, 200 было ранено, сотни — арестованы.
Свербеев вначале в своих отчётах преуменьшал масштабы выступлений, сводя их к небольшим крестьянским волнениям, и старался больше не применять силу против бастующих рабочих.
После II съезда ЛСДРП в июне 1905 года был провозглашён курс на вооружённое восстание.
С весны до осени 1905 года «лесными братьями» было совершено 211 убийств и покушений, 57 поджогов имений, 372 нападения на волостные управления, почту, казённые учреждения, повреждения телефонных и телеграфных линий, разрушения железнодорожного полотна и крушения поездов, около 500 экспроприаций.
Нарастающая волна насилия показала беспомощность губернатора. Его просьбы об усилении войск, дислоцированных в губернии, не встретили удовлетворительного отклика у центральных властей. По указу императора Николая II 6/19 августа 1905 года он объявил в губернии военное положение.
Поскольку он потерял контроль за ситуацией в губернии 10/23 сентября, был уволен по собственному желанию, исполняющим обязанности губернатора был назначен полковник Измаил Коростовец, а новый губернатор Леонид Князиев был назначен лишь 22 ноября ? /5 декабря 1905 года.
Тем временем ситуация в Тукумском уезде как и в целом по всей Курляндской губернии продолжала накаляться. Вооружённые дружины захватывали имения и замки баронов и графов. Представители курляндской аристократии стянулись в Дурбенский замок барона фон Рекке в окрестностях Туккумса. 23 октября (5 ноября) 1905 года в городском парке Тукумса состоялось первое большое народное собрание. На нём выступали большевики Михельсон, Э. Аболиньш, Ф. Ланге, а уже 28 октября (10 ноября) в парке собралось третье народное собрание. На нём присутствовало около 1500 горожан. На собрании обсуждались вопросы о выводе из города воинских частей. Также было принято единогласное решение о создании вооружённых народных дружин для поддержания порядка в городе. В ответ на это уездный начальник барон фон Раден отправил из замка драгун на городскую площадь и по волостям уезда для того, чтобы те разгоняли любые митинги и собрания. Произошло несколько столкновений в которых, иногда, драгуны применяли оружие.
Комендантом гарнизона был подполковник Николай Павлович Миллер. В его распоряжении был один полуэскадрон Псковского 2-го лейб-драгунского полка.
Для захвата власти, отражения атаки драгун и жандармерии повстанцы стянули в Тукум все вооружённые отряды ближайших волостей. В ответ на это, полиция начала обыски в домах некоторых активистов, где были найдены оружие и патроны.

## История

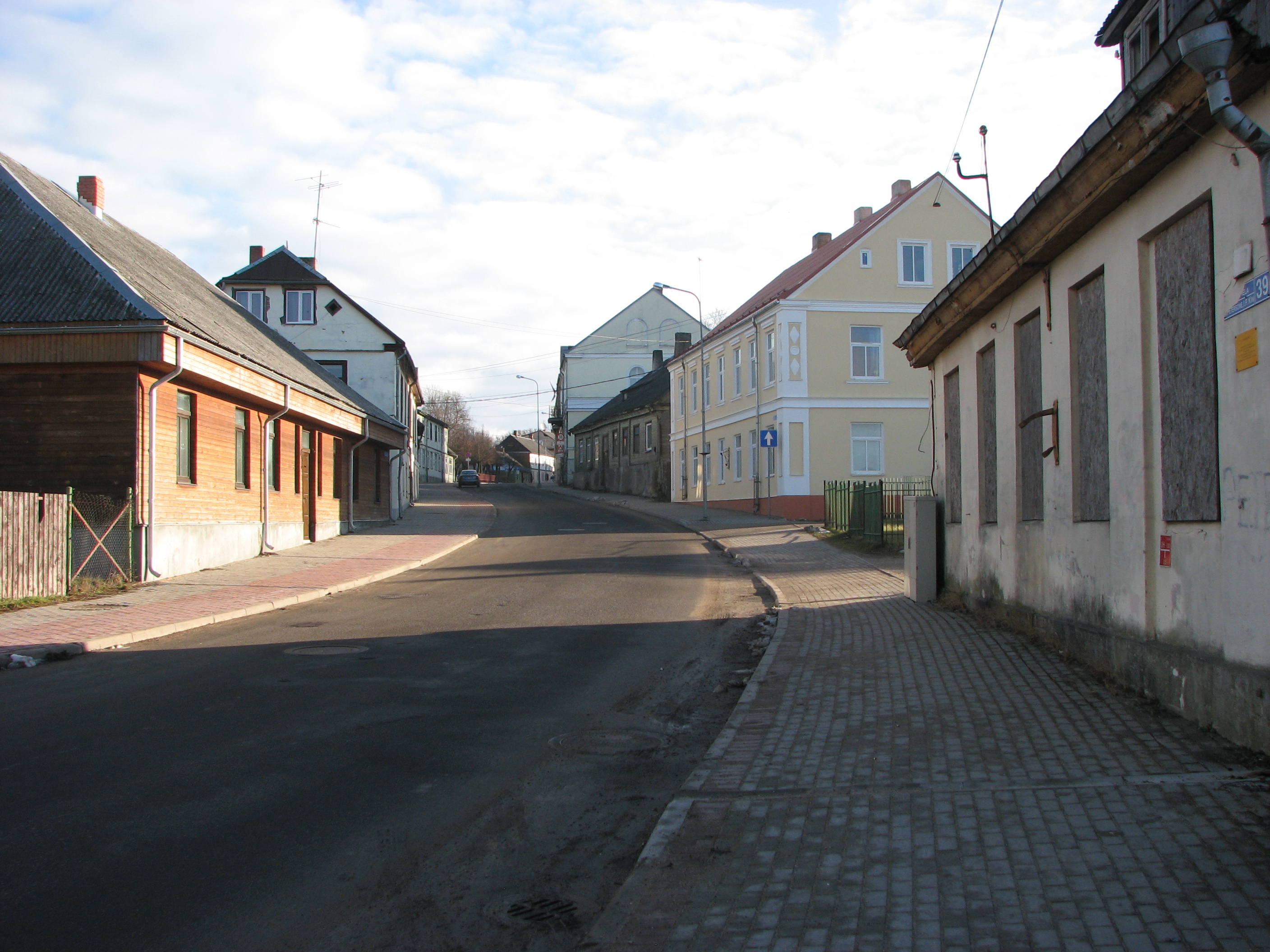
Улица Лиела (Большая)

По приглашению Тукумского комитета ЛСДРП из волостей в город приехали около 3 тысяч революционно настроенных крестьян. Около 300—400 революционеров были вооружены огнестрельным оружием, остальные восставшие — вилами, косами, палками.
Вооружённое восстание в Тукумсе началось со стрельбы на За́мковой улице возле чайной Шимперманиса, где были арестованы шесть революционеров. 27 ноября (10 декабря), выполняя приказание начальника Тукумского уезда, его заместитель Маевский на улице Замковой (Пилс) вблизи чайной Шимпермана арестовал шестерых революционеров, которые напали на военный патруль. Потом заключили в тюрьму ещё 11 человек. Среди арестованных были: Ян Озол, Фриц Ланге, Жан Лукшевиц, Кришьян Тераудс, Карл Вацетис, Ансис Фрейманис, Александр Кушинский, Каспаре и другие. Революционный комитет потребовал немедленно освободить арестованных и отменить патрулирование драгун. Подполковник Миллер игнорировал предложение, в переговоры с комитетом не вступал. То тут, то там возникали перестрелки. Вооружённые дружины находились в боевой готовности. Хождение по улицам прекратилось, закрылись магазины.
28 ноября (11 декабря) толпа революционно настроенных горожан, охраняемая вооружёнными дружинниками, направилась к тюрьме, чтобы освободить арестованных. Из казармы на помощь тюремной охране были направлены драгуны. На улице Алтмокенской произошло первое столкновение между восставшими и правительственными войсками. В перестрелке был убит драгун Смирнов, мстя за него солдаты открыли шквальный огонь в сторону протестующих. Пули попадали не только в восставших, но и в мирных жителей, стоявших вдоль улицы, на тротуарах. В результате этой стрельбы было убито 35 человек. На площади Буркас драгуны убили П. Анскалиса, одного из активистов ЛСДРП. Убийство известного социал-демократа вызвало крайнее возмущение со стороны его партии.
29 ноября (12 декабря) в Доме культуры Латышского общества состоялось чрезвычайное собрание революционного комитета и членов ЛСДРП. На собрании объявили: в направлении города движется «Чёрная сотня». Было принято решение организовать народную самозащиту города и потребовать от городского головы немедленно вывести из города царские войска. В это время вооружённые силы восставших занимали хорошие позиции. Учитывая это, городской голова Креманс просил у Радена и Миллера отменить военные патрули и разрешить организацию защиты города из граждан. Он рассчитывал таким путём удержать народ от крупных столкновений с войсками. Подполковник Миллер, убедившись, что другого выхода нет, отменил наконец военные патрули.
30 ноября (13 декабря) вся власть в Туккуме была в руках революционного комитета. Началось разоружение полиции и жандармерии, также отбирали оружие и у частных лиц. Макс Биркман организовал заготовку патронов. Все магазины в городе были закрыты, всякая торговля прекратилась. Красный флаг три дня развевался над Тукумсом. Между солдатскими казармами и тюрьмой продолжали разъезжать группы военных патрулей. Но как только появлялся патруль драгун, дружинники начинали их обстреливать.
Ночью 1 декабря (14 декабря) в город прибыли вооружённые крестьяне из волостей. Тогда ревком потребовал, чтобы войска сложили оружие и покинули город. Миллер отказался выполнить требование ревкома, потребовав взамен распустить революционный комитет и все вооружённые дружины. Городской голова Креманс просил ревком не осложнять положение. Революционный комитет выслушал его, но продолжал действовать как и раньше. Отряды восставших П. Анскалиса, И. Паэгле, К. Вацетиса и Р. Резевского заняли площадь городского рынка. Штаб дружин разместился в гостинице. Когда в городе скопилось до тысячи вооружённых дружинников, комитет принял решение упразднить солдатский патруль и поручить патрулирование народной дружине. Городской голова М. Креманс всячески сопротивлялся этому решению. Тукумский революционный комитет, расставив вооружённые силы на главных боевых позициях, призвал волостные отряды из всех населённых пунктов уезда прибыть в город. Число дружинников вскоре достигло трёх тысяч. Они были вооружены охотничьими ружьями и револьверами, топорами и пиками.
Драгуны, несмотря на требования революционного комитета, по-прежнему патрулировали улицы города. Поэтому, комитет повёл подготовку к полному разоружению войсковых частей городского гарнизона. Был разработан план решительного наступления на позиции правительственных сил.
Во все ближайшие дворы, прилегающие к гостинице Экмана, в которой разместились офицеры во главе с Миллером, были размещены посты дружинников. В ближайшей от гостиницы лютеранской церкви, с колокольни которой просматривался весь двор и офицерские комнаты, комитет учредил наблюдательный пункт. Правительственные войска оказались в окружении повстанцев. Комитет также учёл, что со стороны Дурбенского дворца возможно нападение на город, и поручил оборону этого участка лучшей боевой дружине под командованием А. Ерданса. Железнодорожник Бекер со своим отрядом занял позиции на дровяных складах у вокзала, откуда хорошо просматривались Дурбенская дорога и Рижская улица.
Один из руководителей повстанцев А. Ерданс со своим отрядом занял позицию у дома Нельте, в конце улицы Рижской, для отражения возможного нападения со стороны Дурбенского дворца. Н. Тиде со своим отрядом заняла позицию в самом центре Тукумса, расположившись в лютеранской церкви. На колокольне церкви водрузили красное знамя, оно развевалось на ветру и далеко было видно.
Рано утром 2 декабря (15 декабря) стянутые на штурм гостиницы Экмана дружинники открыли по ней огонь. Правительственные войска не выдержали и перешли в кирпичное здание (во дворе гостиницы, где размещались 45 драгун 4-го Псковского драгунского полка с лошадьми). Положение осаждённых становилось критическим. В 10 часов утра барон Рэден с двенадцатью драгунами из дворца Дурбе пытались оказать помощь Миллеру, но эта атака провалилась и они были вынуждены отступить в замок. В это время ревком обезоружил и арестовал всех полицейских чиновников. Здание полицейского управления разрушили, судебно-следственные документы находившиеся там сожгли. Уничтожили два склада спиртных напитков. Полностью заняли железнодорожную станцию. Запрещено было отправлять поезда в Ригу.
3 декабря (16 декабря) город полностью находился в руках революционеров. Дружинники овладели тюрьмой и выпустили на свободу всех политических заключённых. Повстанцы превратили тюрьму в укреплённый пункт, а улицы, прилегающие к ней и к Базарной площади, опутали проволокой. Утром два драгуна пытались прорваться из окружения во дворец за припасами, но были обстреляны повстанцами и вынуждены отступить в гостиницу. Миллер, через хозяина гостиницы попытался организовать переговоры с повстанцами и убедить революционеров разрешить выйти войскам из города. Революционный комитет отклонил эту просьбу, потребовав у военных для начала разоружиться. После отказа военных сложить оружие, повстанцы облили керосином все строения в окрестностях гостиницы и подожгли их. Заблокированные в гостинице солдаты попытались прорваться из подожжённых конюшен на улицы города. Драгуны попытались использовать лошадей для прикрытия, табун коней выпустили через ворота гостиницы на улицу, солдаты прятались за их крупами. Отстреливаясь, они устремились в сторону базарной площади и вокзала. У ворот гостиницы был убит подполковник Миллер, на улице застрелены 17 драгун, ранены корнет Измайлов и 15 драгун. Троих взяли в плен. Остальные 8 убежали в Дурбенский дворец. Также было убито 30 лошадей. Ревком принял решение штурмовать замок Дурбе. Замок находился в двух верстах от города, на высокой горе. Подходы к нему были трудные. Для подготовки к такой операции требовались время и силы. Тем временем из Митавы на помощь властям были отправлены части 2-й бригады 45-й пехотной дивизии под командованием генерала Хоруженкова. По приказу комитета, чтобы задержать продвижение воинских эшелонов, на расстоянии нескольких километров от города дружинники разрушили железную дорогу. Однако вечером того же дня на станцию Тукум-II всё равно прибыли правительственные войска. Ночь жители города провели спокойно.
Утром 4 декабря (17 декабря) по приказу генерала Хоруженкова артиллерия открыла огонь по городу. Были подведены три выстрела из пушек. Первый снаряд угодил в стену дома, где находился штаб революционных войск, два других — в соседние дома. Солдаты начали наступать по улицам Большой и Талсу, продвигаясь к центру города. Однако, наткнувшись на хорошо укреплённые позиции восставших, правительственные войска были вынуждены отступить, оставив одно орудие.
Разведка Тукумского революционного комитета донесла, что власти готовит крупные силы для подавления восстания. В Тукумсе уже находилось около 400 солдат и полицейских. Кроме того, ожидался подход подкрепления из Риги и Елгавы.
Хоруженков ожидая подкрепления начал переговоры с восставшими. Среди революционеров не было единства по поводу дальнейших действий. Одни хотели бороться дальше, другие планировали договориться с властями о прекращении борьбы в обмен на выполнение требований. Пока повстанцы вели споры о дальнейшей судьбе восстания, на помощь генералу подоспели две роты Вентспилсского полка. Правительственные войска начали наступление вдоль берега озера к центру города. Со стороны дворца Дурбе барон Раден с ротой капитана Глиндзича тоже начал продвижение к городу. Революционный комитет принимает решение покинуть город.
Генерал Хоруженков предъявил ультиматум повстанцам:
- освободить пленных солдат, вернуть отобранное у них оружие и сдать всё оружие, имеющееся у граждан;
- приезжим крестьянам в 24 часа оставить город;
- выдать останки павших в бою солдат;
- в момент вступления царских войск в город граждане должны выйти им навстречу без оружия.

Комитет в свою очередь выставил свои требования:
- отменить военное положение и эвакуировать воинские части из города;
- предать суду баронов Рекке и Радена за убийство безоружных людей;
- разрешить дружинникам беспрепятственно оставить город;
- отменить репрессии и не привлекать к ответственности ни одного революционера[10].

Первые два пункта генерал отклонил, как относящиеся к компетенции генерал-губернатора Бекмана, но обещал похлопотать с ним по этому поводу. Остальные условия в основном принял. После этого генералу было разрешено войти в город. На базарной площади перед толпою мирных жителей генерал сказал речь, в которой призывал всех вернуться в свои дома и спокойно приступить к делам. Обещал никого не преследовать и не привлекать к ответственности.
В то же время бароны Рекке и Раден вместе с солдатами наступавшими из замка Дурбе вошли в пригороды Тукумса и учинили там расправу над мирными жителями. Они сожгли десять домов и убили 50 человек. Среди убитых были восьмимесячный ребёнок, один школьник, несколько пожилых людей и женщины. По свидетельствам очевидцев, в пытках и убийствах участвовали и баронессы, переодетые в военную форму. Об этих зверствах было доложено генералу Хорунженко, который приказал прекратить «возмездие», но Раден не подчинился приказу генерала. Затем Хорунженко направил отряд войск, который разоружил отряд барона и остановил массовые убийства мирного населения.

## Суд
74 человека проходило по делу как обвиняемые, 12 из них были оправданы, 17 человек суд приговорил к повешению, ещё один из руководителей восстания Ансо Ерданс был повешен в рижской Центральной тюрьме в 1907 году. Остальные были приговорены к каторжным работам на срок от 2 лет и 8 месяцев до 15 лет. 6 из 12 оправданных были высланы в Сибирь по приказу генерал-губернатора.
Этот судебный процесс считается крупнейшим во время революции 1905 года в Российской империи.

## Последствия
Под влиянием событий в Тукумсе началось вооружённое восстание в Талси (4-5 декабря). Где восставшим удалось захватить арсенал, административные здания и освободить заключённых. Город также был подвергнут артиллерийскому обстрелу правительственными войсками, после чего восставшие капитулировали.
Самую активную поддержку правительственным войскам оказывали прибалтийские бароны. В качестве «почётных полицейских» они вместе с войсками участвовали в подавлении восстания по всей Курляндии.